# Backa
Backa é um bairro de Gotemburgo, situado na parte oriental da ilha de Hisingen.

É um subúrbio com uma área de 1 854 hectares e cerca de 24 000 habitantes.

Faz parte da freguesia de Norra Hisingen, juntamente com Kärra, Rödbo, Tuve, Säve, Skogome, Brunnsbo e Skälltorp.

A autoestrada E6 atravessa este bairro, separando a zona indutrial a leste da zona habitacional a oeste.

## História
Do século XI até ao século até XVII, Backa pertenceu à Noruega.

Em 1388, Backa estava incluída na lista das propriedades do bispo de Oslo.

No século XVII, na sequência dos conflitos armado entre a Noruega e a Suécia, Backa passou a pertencer à Suécia.

Em 1948 a Comuna de Backa foi dissolvida e incorporada em Gotemburgo.

## Património
- Nationalteatern  - Teatro Nacional na praça Selma Lagerlöfs torg
- Backa Teater – Teatro de Backa – teatro infantil e juvenil [5]
- Backa bibliotek – Biblioteca Pública de Backa [6]
- Backa Kulturhus – Casa da Cultura de Backa [7]
- Backa Kulturskola – Escola da Cultura de Backa – cerâmica, desenho, música, dança, teatro [8]

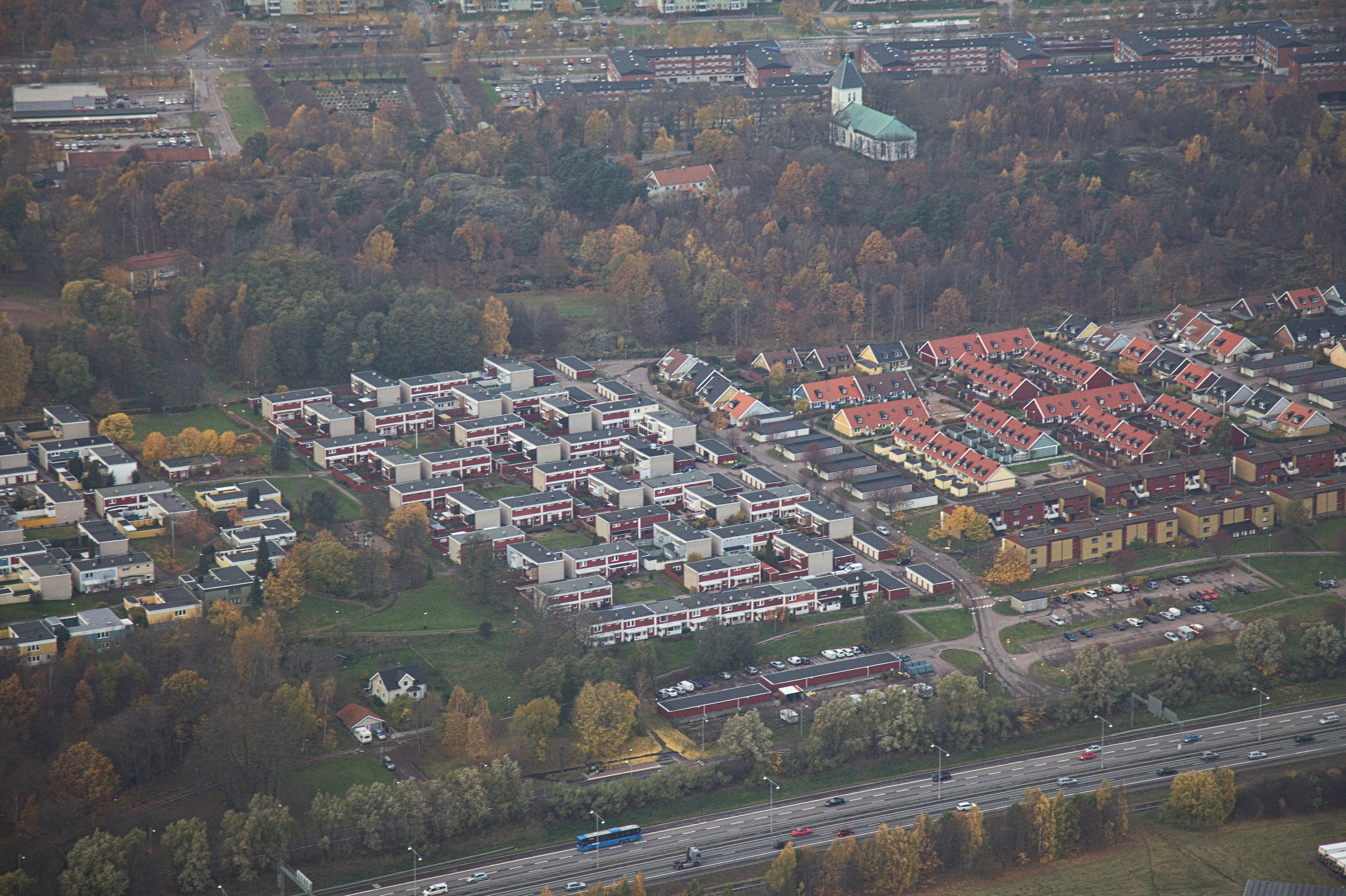
Vista aérea de Backa
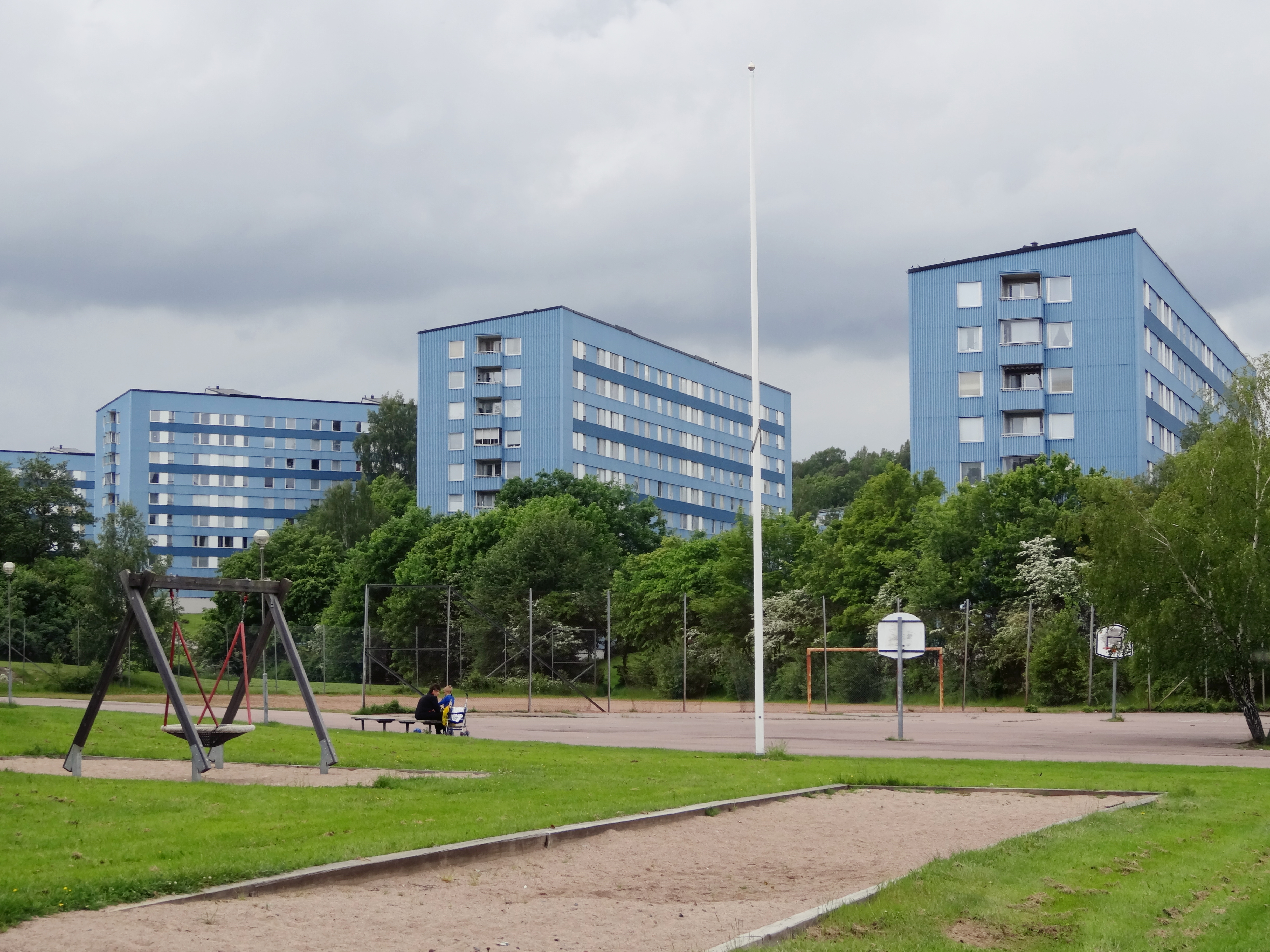
A área residencial de Blå Staden
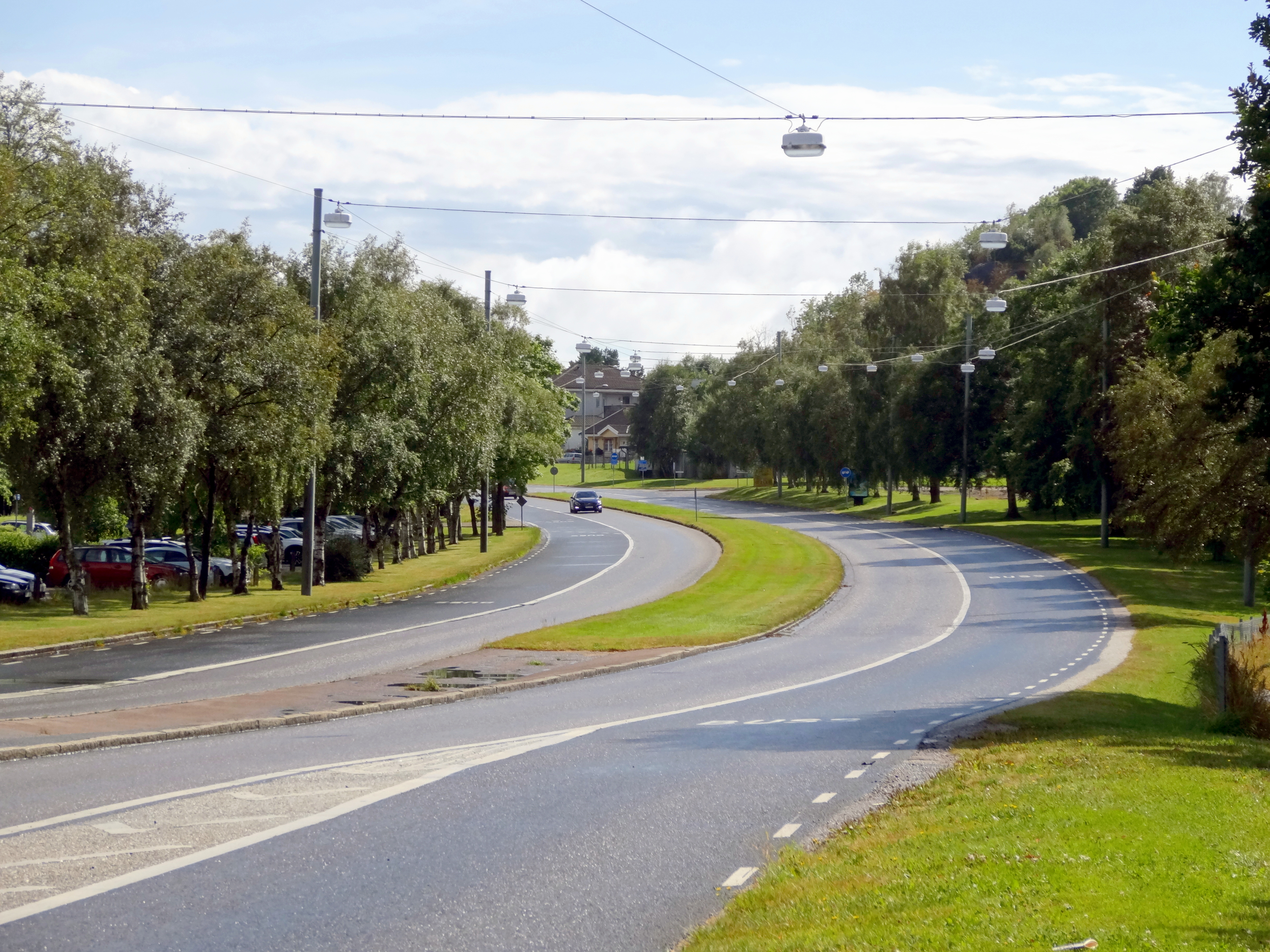
A Rua da Literatura (Litteraturgatan)